# Reprezentacja Nauru w piłce nożnej mężczyzn
Reprezentacja Nauru w piłce nożnej nie należy do Międzynarodowej Federacji Piłki Nożnej (FIFA) ani Konfederacji Piłkarskiej Oceanii (OFC).
Jak do tej pory, drużyna rozegrała tylko jeden mecz. 2 października 1994 roku pokonała u siebie 2−1 reprezentację Wysp Salomona, co było sporym zaskoczeniem.
Federacja piłkarska Nauru na chwilę obecną nie może zostać członkiem piłkarskich organizacji międzynarodowych, ponieważ w państwie tym nie ma ani jednego stadionu. Budowa Menen Stadium w Meneng, który mógłby pomieścić 3500 kibiców, została wstrzymana w 2005 roku z powodu braku funduszy i nie wiadomo, czy będzie jeszcze kontynuowana.